# Útok na Václava Klause v Chrastavě

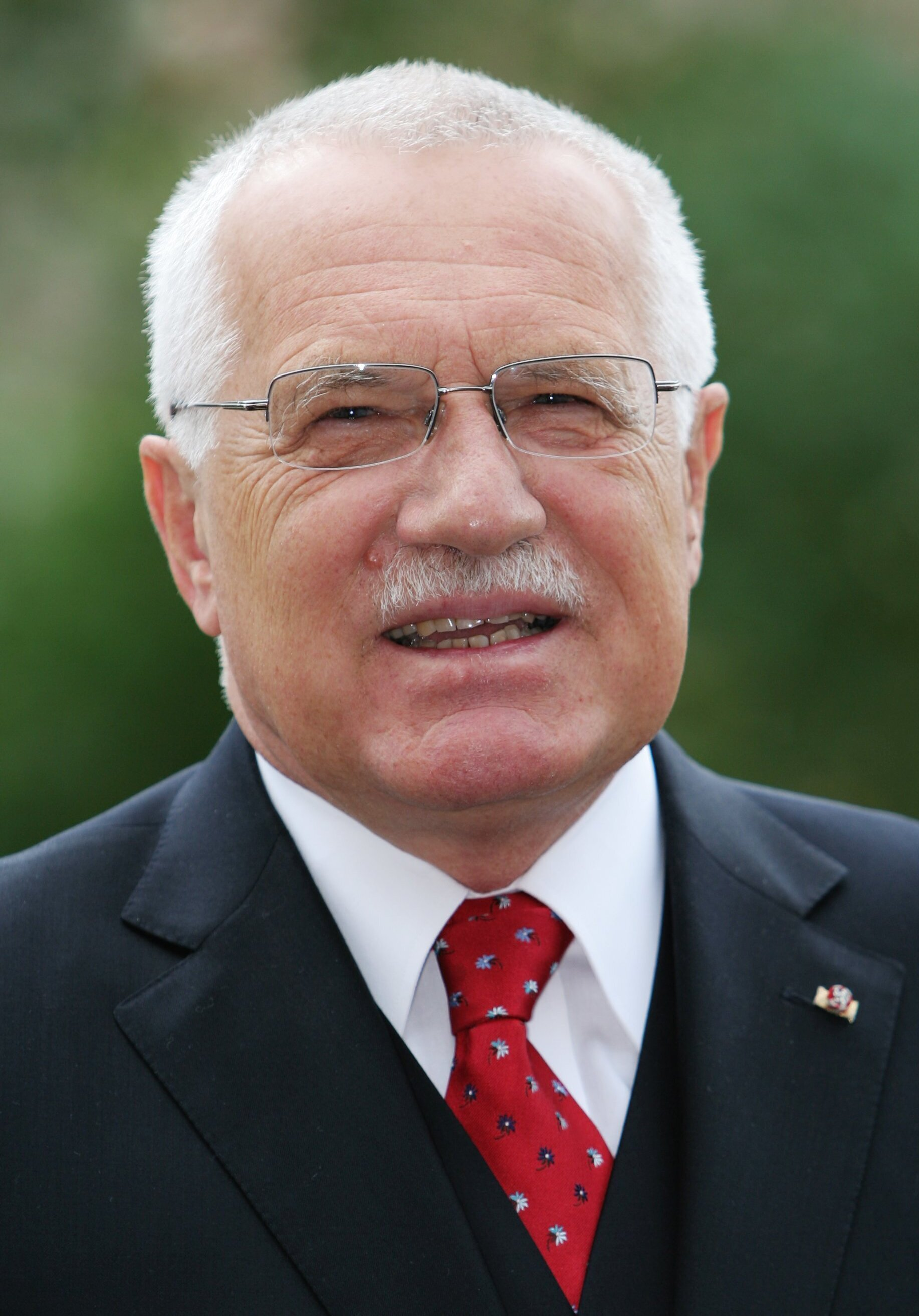
Václav Klaus

Útok na Václava Klause v Chrastavě v okrese Liberec se odehrál 28. září 2012  při otevření nového mostu. 26letý Pavel Vondrouš tam z těsné blízkosti několikrát z airsoftové pistole vystřelil na prezidenta Václava Klause, který měl po incidentu oděrky na lokti. Podle Pavla Vondrouše se mělo jednat o upozornění na špatný stav české politické scény, nechtěl prý prezidenta Klause zranit.
Případ byl žurnalisty označen za naprosté selhání tělesné stráže prezidenta. Vondrouš svůj čin popisoval jako občanský protest. Byl za něj obviněn z výtržnictví s možnou trestní sazbou dvou let vězení. Václav Klaus označil tento incident za „atentát“. Liberecký soud označil incident nikoli za výtržnictví, ale za útok na veřejnou osobu. Byl tedy odsouzen k půlroční podmínce s ročním odkladem.
Poradce premiéra Petra Nečase pro oblast lidských práv a zahraniční politiky Roman Joch reagoval na Klausův výrok na svém blogu mimo jiné vyjádřením, že na levici nesnáší „tu její ufňukanost“ a „sebe-stylizování do role věčné oběti“, přičemž totéž nesnáší i na prezidentovi. „Jest vrcholně nekonservativní vydávat se za oběť,“ uvedl dále a přidal srovnání s Václavem Havlem, který dle něj nikdy nebyl „cry-baby“. „Jenže on byl muž. Nikoli ufňukaná kremlofilní bába,“ zakončil Joch svůj komentář. Vzápětí se premiér od Jochova výroku distancoval a Úřad vlády ČR s ním rozvázal veškeré smluvní vztahy. Slovenský deník SME ve svém komentáři vyslovil domněnku, že Joch byl Nečasem obětován, aby si premiér ještě více nepokazil vztahy s prezidentem. Klaus v rozhovoru pro Lidové noviny 6. října 2012 odsoudil obsah a formu Jochova komentáře, označil je za „chorobné výroky“ zaznívající v „nemocné době“. Setrval na označení incidentu za atentát a podrobil kritice „levicovou kulturně-mediální frontu“ a rivaly z okruhu Václava Havla.

## Útočník
Útočník Pavel Vondrouš se narodil 8. března 1986 ve Frýdlantu. Od svých pěti let vyrůstal ve Chrastavě. Vyučil se kuchařem na Gastronomickém učilišti Na svahu. Ještě několik měsíců před útokem v Chrastavě Pavel Vondrouš vstoupil do Komunistické strany Čech a Moravy, odkud byl však následně vyloučen. Podle oficiálního stanoviska KSČM byl Vondrouš vyloučen ještě před útokem pro neplacení příspěvků. Podle tvrzení Pavla Vondrouše k vyloučení došlo až po útoku.